# Lưu Ly Minh Vương
Lưu Ly Vương (phiên âm từ các chữ Hán 瑠璃王 hoặc 琉璃王), hay Nho Lưu Vương (phiên âm từ 儒留王), tại thế 38 TCN - 18, trị vì 19 TCN - 18 (37 năm), là vị vua thứ hai của Cao Câu Ly - một trong ba quốc gia thời kỳ Tam quốc tại Triều Tiên. Phần lớn cuộc đời và sự nghiệp của vua Lưu Ly được biết từ sách Tam quốc sử ký. Húy của ông được một số tư liệu chữ Hán cổ ghi là 類利 hoặc 孺留. Vua là người cai trị thứ hai của Goguryeo, phía bắc của Tam Quốc tại Triều Tiên. Ông là con trai duy nhất của Jumong - người sáng lập ra vương quốc Cao Câu Ly (Goguryeo) và có mẹ là Duệ Tố Gia Lady Ye. Cũng như nhiều vị vua khác của lịch sử Triều Tiên, các sự kiện của cuộc đời ông được biết đến chủ yếu từ Tam quốc sử ký Samguk Sagi.

## Bối cảnh
Lưu Ly là con của Đông Minh Vương Cao Chu mông, vua sáng lập của nước Cao Câu Ly và người vợ đầu là Duệ Tố Gia (Ye Soa), ông được mẹ sinh ra tại Phù Dư Quốc. Đến năm 19 TCN thì cùng mẹ đào thoát khỏi Đông Phù Dư đến Cao Cấu Ly để gặp cha mình.
Trong Tam quốc sử ký ghi lại như sau: "Khi Chu Mông còn ở Đông Phù Dư đã cưới một cô gái họ Lễ (tức Ye Soa) và đã có thai, nhưng sau khi Chu Mông rời đi rồi thì nàng mới sinh con, đứa bé ấy chính là Lưu Li. Lưu Li lúc còn nhỏ ra đường chơi bắn chim sẻ chẳng may làm vỡ một cái chum cùa một người phụ nữ đi lấy nước. Người phụ nữ đó mắng rằng: "Đứa bé này quả là không có cha nên mới như thế". Lưu Li xấu hổ về nhà hỏi mẹ: "Bố con là người thế nào, giờ đang sống ở đâu?". Người mẹ đáp: "Bố con không phải là người thường. Khi đất nước Phù Dư không chấp nhận ông ấy, ông ấy đã chạy về phương nam, lập ra nước mới và trở thành vua rồi". Khi bố con ra đi có dặn mẹ rằng: "Nếu nàng sinh được con trai thì hãy nói cho nó biết rằng ta đã giấu một vật để lại cho nó ở dưới gốc một cây thông trên tảng đá có bảy cạnh. Nếu nó tìm thấy vật này thì lúc đó nó thật sự là con của ta". Lưu Li nghe nói vậy bèn đến hẻm núi tìm nhưng không thấy thì mệt mỏi trở về.
Một hôm, khi cậu bé đang ngồi trên sàn nhà bỗng thấy hình như có gì đó phát ra từ giữa cái cột và cái bệ đá đỡ cột. Cậu bé bèn quan sát thì thấy cái bệ đá đỡ cột có bảy cạnh. Cậu bèn tìm dưới cái cột quả nhiên tìm tháy một đoạn kiếm gãy. Cuối cùng cậu đã mang một phần thanh kiếm bị bẻ gãy cùng với ba người là Ốc Trí (Ok-ji), Cú Trâu (Gu-chu), Đô Tổ (Do-Jo) lên đường đến Tốt Bản (Jolbol); gặp phụ vương, cậu dâng đoạn kiếm gãy lên cho người. Vua cha Chu Mông vui mừng phong cho Lưu Li làm thái tử; giờ lên nối ngôi vua."
Khi ông đến gặp cha - Cao Chu mông thì ngay lập tức được cha phong cho làm Thái tử, mẹ Duệ Tố Gia được tấn phong làm hoàng hậu. Onjo và Biryu (hai người con trai riêng của So Sŏno) - vợ sau của Cao Chu Mông bị đe đọa nên So Sŏno đưa họ xuống phía nam để sáng lập vương quốc Bách Tế. Lưu Ly lên ngôi sau cái chết của Đông Minh Vương.

## Cai trị
Lưu Ly Vương được mô tả là một vị vua hùng mạnh và là một nhà chỉ quân sự thành công. Ông đã chinh phạt người Hung Nô năm 9 TCN. Năm 3 TCN, ông dời đô về thành Quốc Nội thành (國內城, 	국내성, Kungnae-sŏng).
Vua Daeso của Đông Phù Dư đã yêu cầu một liên minh với nhà Hán (đời vua Nhũ Tử Anh), và tuyển đủ quân để tăng cường sức mạnh quân đội hòng tấn công Cao Câu Ly. Tuy nhiên trước khi tấn công, Daeso cũng gửi một sứ giả tới vua của Cao Câu Ly là Lưu Ly Vương, ra lệnh cho Lưu Ly Vương phải gửi một con tin hoàng gia cho Đông Phù Dư. Lưu Ly Vương kháng lại mệnh lệnh này và gây ra cuộc chiến tranh đầu tiên giữa Cao Câu Ly và Đông Phù Dư vào năm 6 CN. Daeso trực tiếp dẫn dắt 50.000 quân Đông Phù Dư và quân Hán xâm nhập Cao Câu Ly, nhưng bắt buộc phải rút lui do tuyết bắt đầu rơi rất nặng. Vì lý do này, Daeso phải đợi bảy năm để chiếm lại những sự mất mát do sự gây chiến lần đầu tiên với Cao Câu Ly. Năm 8 CN, Vương Mãng phế truất vua Hán là Nhũ Tử Anh, cướp ngôi nhà Hán, lập ra nhà Tân ở Trung Quốc.
Vua nhà Tân ở Trung Quốc là Vương Mãng bắt Cao Câu Ly đánh các tộc khác ở Liêu Tây nhưng bị Lưu Ly Vương từ chối. Vương Mãng bèn sai Nghiêm Ưu lừa giết Lưu Ly Vương, chặt đầu mang về Trường An và đổi "Cao Câu Ly" thành "Hạ Câu Ly". Thực tế vua Lưu Ly Vương vẫn còn sống sau vụ ám sát này. Năm 12 CN, Vương Mãng sai sứ mời Lưu Ly tham gia liên minh tấn công người Hung Nô. Song, Lưu Ly Vương không những từ chối mà còn tấn công nhà Tân của Vương Mãng, chiếm lấy vài thành trì của nhà Tân.
Năm 13 CN, vua Daeso của Đông Phù Dư lại dẫn dắt quân đội xâm nhập Cao Câu Ly một lần nữa. Thời gian này, Hae Muhyul (Giải Vô Tuất), một hoàng tử Cao Câu Ly và là cháu nội của Go Jumong, đã dẫn dắt quân đội của Cao Câu Ly lập kế hoạch kỹ sau đó phục kích và tàn sát tất cả quân đội của vua Daeso. Chỉ có Daeso và số ít những binh lính của ông ấy thoát khỏi về nhà. Với hai sự thất bại này, kinh tế của Đông Phù Dư rơi và sự hỗn loạn tất yếu.
Lưu Ly có sáu người con trai, trong đó có Hae Myung và Hae Muhyul (Giải Vô Tuất). Hae-Myung được phong làm thế tử sau khi người con cả của Lưu Ly là Dojul mất, nhưng Lưu Ly nhận thấy người này quá hấp tấp, liều lĩnh, ương bướng, vì vậy ông lập Hae Muhyul, con của ông với con gái của Tùng Nhượng (Song Yang) làm thế tử từ năm 14 CN.
Tương truyền, Lưu Ly có làm thơ và một bài nổi tiếng đến tận ngày nay là bài Hoàng điểu ca (黃鳥歌, 황조가, Hwangchoka, có nghĩa là "Bài ca chim Hoàng Điểu") nhằm tặng cho người thiếp Chihui của mình.

## Kế thừa
Lưu Ly Vương qua đời năm 18 sau khi cai trị trong hơn 37 năm. Ông được nối ngôi bởi Muhyul, người trở thành Đại Vũ Thần Vương.

## Thông tin cá nhân
- Cha:
  - Đông Minh Vương.
- Mẹ:
  - Lady Ye (Vương Hậu Duệ Tố Gia).
- Chính thất:
  - Vương hậu Tùng thị, con gái của Tùng Nhượng (Songyang).
- Phi tần:
  - Tùng thị, em gái của Vương hậu Tùng thị.
  - Hòa cơ (Hwahui).
  - Trĩ cơ (Chihui).
- Con:
  - Dojeol, Thế tử (mất năm 1).
  - Hae-myeong, Phế thế tử (phong năm 1, phế truất năm 14).
  - Muhyul, Thế tử (phong năm 14), sau này là Đại Vũ Thần Vương, lên ngôi năm 18.
  - Yeojin, Vương tử (mất năm 18).
  - Hae Se-ryu/Yeo-rang, Công chúa.
  - Hae Saek-ju (?-48), sau này là Mẫn Trung Vương.
  - Go Jae-sa, người đứng đầu họ Cao của nhánh Gyeru, cha của Thái Tổ Đại Vương.